# Nannastacus muelleri
Nannastacus muelleri är en kräftdjursart som beskrevs av Petrescu 1997. Nannastacus muelleri ingår i släktet Nannastacus och familjen Nannastacidae. Inga underarter finns listade i Catalogue of Life.